# Floricomus praedesignatus
Floricomus praedesignatus är en spindelart som beskrevs av Bishop och Crosby 1935. Floricomus praedesignatus ingår i släktet Floricomus och familjen täckvävarspindlar. Inga underarter finns listade i Catalogue of Life.